# ريكاردو (لاعب كرة قدم مواليد 1998)
ريكاردو هو لاعب كرة قدم برتغالي، ولد في 6 أغسطس 1998 في بورتو في البرتغال.

## وصلات خارجية
- ريكاردو (لاعب كرة قدم مواليد 1998) على موقع قاعدة بيانات كرة القدم.إي يو (الإنجليزية)
- ريكاردو (لاعب كرة قدم مواليد 1998) على موقع Soccerway.com (الإنجليزية)